# Chlorure de fer(III)
Pour les articles homonymes, voir Chlorure de fer.
Le chlorure de fer(III), également appelé chlorure ferrique ou perchlorure de fer, est un composé chloré de fer (III) de formule chimique FeCl3. Il est parfois qualifié de sel ferrique. 

## Description et caractéristiques chimiques

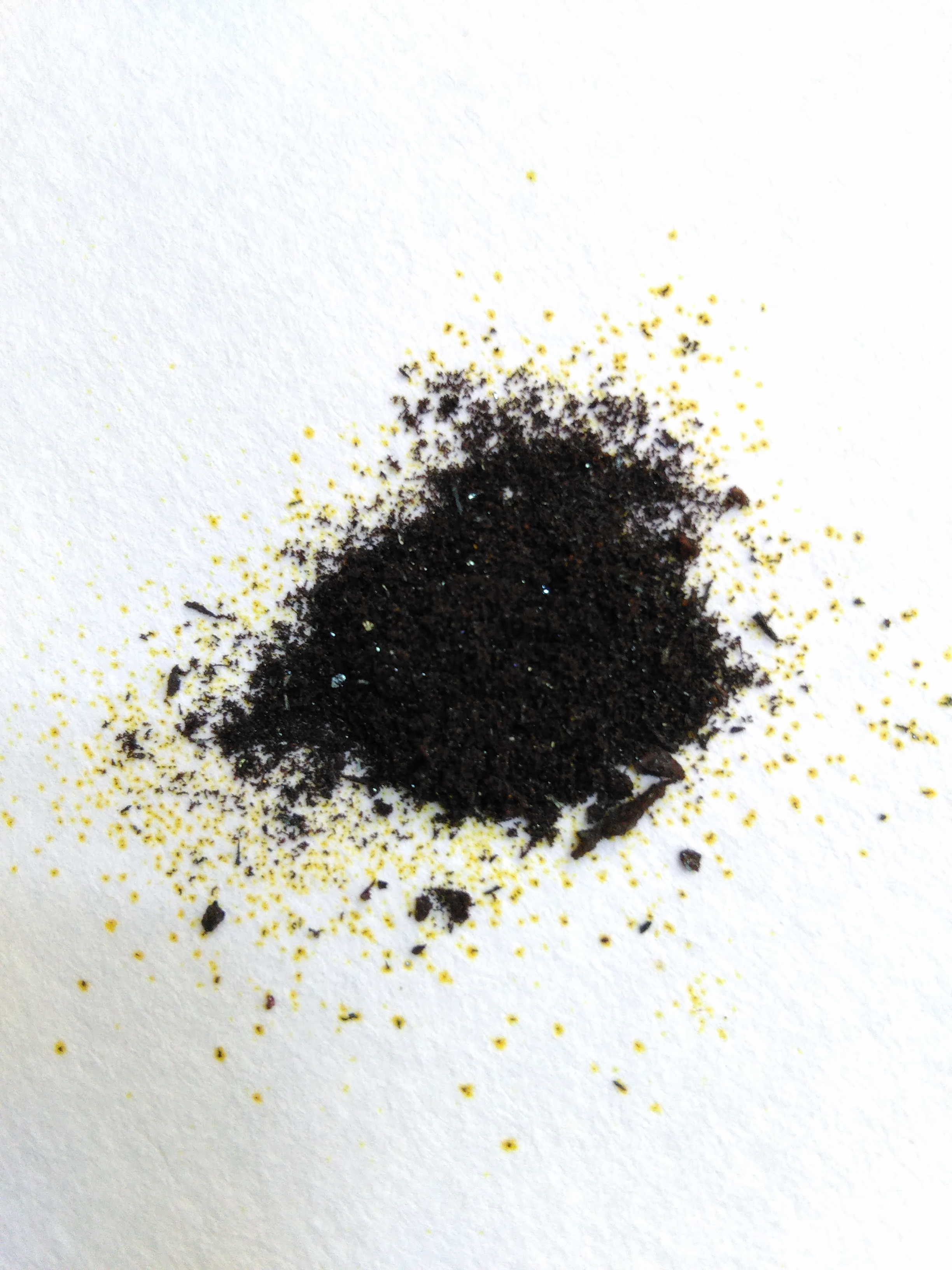
Chlorure ferrique brun noirâtre, sur papier filtre chinois, matière en voie d'hydratation rapide, signalée par un jaunissement de la poudre en marge ou surface

Le corps anhydre FeCl3 est brun, il se sublime au dessus de 100 °C et se présente sous forme dimère (FeCl3)2 à l'état gazeux. Sous l'effet de la chaleur, FeCl3 fond, puis bout au voisinage de 315 °C. La vapeur toxique produite d'une densité avoisinant 11,39 selon Sainte-Claire Deville, bien avant l'ébullition par une forte pression de vapeur, est constituée de dimères de Fe2Cl6 (à comparer au chlorure d'aluminium où deux atomes de chlore, un de chaque molécule, joue un rôle de donneur d'électron vers l'atome de métal), qui se décomposent lentement pour former du chlorure ferreux FeCl2 et du dichlore Cl2. Le chlorure ferrique anhydre est très soluble dans l'alcool à 95 %, l'éthanol et l'acide chlorhydrique. 
Le chlorure ferrique anhydre réagit facilement avec le gaz oxygène à chaud et avec la vapeur d'eau. Chauffé dans un courant d'oxygène, ce corps anhydre se transforme en oxyde de fer (III) en produisant un dégagement de gaz chlore. Placé dans un courant de vapeur d'eau, il donne de l'acide chlorhydrique et le même oxyde de fer cristallisé.
Le corps composé FeCl3 ou molysite de maille hexagonale des minéralogistes ne reste anhydre que dans des conditions de contrôle d'humidité drastique. A l'air libre, il s'agit d'un corps chimique très hygroscopique, qui émet des vapeurs en présence d'humidité sous l'effet de l'hydrolyse en cours. Il laisse rapidement la place à une forme solide, ordinairement jaune, le trichlorure de fer hexahydraté. Ce composé hexahydraté, jaune à rouge, corps chimique déliquescent différent, est la forme commerciale la plus courante du chlorure ferrique. Sa structure [FeCl2(H2O)4]Cl,2H2O  paraît similaire à celle du chlorure de chrome(III). D'un point de vue chimique, on retrouve le complexe hydraté de fer Fe(H2O)6 3+ associé à trois ions chlorure Cl−. Ce corps heptahydraté est soluble dans l'alcool à 95 %, dans l'acétone et le glycérol.
Dans des solvants donneurs d'électrons comme l'éther ou l'eau, le chlorure ferrique, stabilisé par l'effet de solvatation, existe à l'état monomère. La réaction de dissolution dans l'eau est très exothermique et forme une solution acide marron. Ce liquide corrosif est utilisé pour traiter les eaux usées et les eaux d'adduction. Il est également utilisé pour des attaques métallographiques sur des alliages cuivreux (notamment ceux présents dans les circuits imprimés) ainsi que l'acier inoxydable.
Le chlorure de fer(III) ou corps anhydre est un acide de Lewis assez puissant, du fait du déficit électronique observé sur l'atome central de fer, dépouillé par la forte électronégativité des trois atomes de chlore, il est utilisé comme catalyseur dans diverses réactions de chimie organique. Le corps ferrique hydraté est employé comme oxydant. Il est aussi un mordant en teinture. Dans le traitement des eaux usées, il joue le rôle d'agent oxydant et d'agent floculant, permettant la précipitation des ions phosphates sous forme de phosphate ferrique. Cette opération de récupération de phosphates indésirables permet de lutter contre l'eutrophisation des rivières et autres milieux aquatiques.

## Propriétés chimiques
Le chlorure ferrique est décomposé par la vapeur d'eau, chauffée au rouge, ce qui donne de l'acide chlorhydrique et des petites paillettes cristallines miroitantes, de sesquioxyde de fer, qui se déposent sur les parois plus froides du long tube à essai de l'expérience ou du col de la cornue. 
Le chlorure de fer(III) est un acide de Lewis assez fort, qui réagit avec les bases de Lewis pour former des composés stables. Par exemple, l'addition de chlorure ferrique et d'oxyde de triphénylphosphine forme le composé stable FeCl3(OPPh3)2 (où Ph est un groupement phényl). Plusieurs complexes anioniques existent, le plus stable contenant la forme tétraédrique jaune FeCl4−. Il est possible d'extraire une solution de FeCl4− dans l'acide chlorhydrique utilisant de l'éther.
Lorsque le chlorure ferrique est chauffé en présence d'oxyde ferrique à 350 °C, il se forme l'oxychlorure de fer FeOCl. En présence d'une base, les atomes de chlore du chlorure ferrique peuvent être substitués, par exemple pour former un alkoxide :
FeCl3  +  3 C2H5OH  +  3 NH3  →  Fe(OC2H5)3  +  3 NH4Cl
Les sels de carboxylates, comme les oxalates, les citrates et les tartrates, réagissent avec le chlorure ferrique en solution aqueuse pour former les complexes stables comme [Fe(C2O4)3]3−.
Le chlorure de fer(III) est également un agent oxydant modéré, capable par exemple d'oxyder le chlorure de cuivre(I) en chlorure de cuivre(II). Les agents réducteurs comme l'hydrazine permettent la réduction de FeCl3 en complexes de fer (II).

## Fabrication
Le chlorure de fer(III) ou corps anhydre peut être préparé de façon anhydre par une chloration exothermique, au laboratoire, en faisant réagir directement le fer chauffé vers 600 °C avec un courant rapide de gaz dichlore suivant :
2 Fe(s) poudre ou limaille, pointes chauffée  +  3 Cl2(g) en excès  →  2 FeCl3 (s) volatilisé et déposé au-delà, avec ΔH ≈ -96 Kcal/mol
De belles paillettes irisées brun noir, brunes, parfois des tablettes brillantes d'un rouge foncé, ou déjà un peu moins anhydres, vert foncé sont obtenues. Le chlorure ferrique se dissout dans l'éthanol et dans l'éther. Notons que ces solutions de chlorure ferrique sont sensibles à la lumière, elles se décolorent et laissent précipiter du chlorure ferreux. Inversement, on peut oxyder, via un bullage de gaz dichlore, une solution de chlorure ferreux. Par évaporation lente de la solution concentrée, les cristaux jaunes orangés de l'heptahydrate de chlorure ferrique se déposent.
Une attaque du fer divisé par l'acide chlorhydrique suivi d'un bullage de gaz dichlore jusqu'à évaporation ouvre une autre voie d'accès humide. Un attaque radicale du fer par l'eau régale donne une dissolution jaune de ce composé dans l'eau. Une solution aqueuse de chlorure de fer (II) peut aussi être oxydée par bullage de chlore. La solution aqueuse est concentrée par chauffage, sous forme d'une liqueur sirupeuse. Le refroidissement lent de cette solution initialement chaude laisse des cristaux rouge orangées du chlorure ferrique hydraté à 5/2, selon le chimiste Fritsch. Mise au froid, et placé sous vide, les cristaux formés jaune orangés formés correspondent au corps chlorure ferrique heptahydrate. 
À l'échelle industrielle, le chlorure ferrique est produit en solution aqueuse par deux techniques, à partir de ferrailles de récupération ou de minerai de fer (oxyde de fer ou carbonate de fer) dans un procédé en boucle :
- Dissolution du minerai de fer dans l'acide chlorhydrique :

Fe3O4(s) + 8 HCl(aq) → FeCl2(aq) + 2 FeCl3(aq) + 4 H2O
- Transformation du chlorure ferreux à l'aide de dichlore :

2FeCl2(aq) + Cl2(g) → 2FeCl3(aq)
- Dissolution du fer pur dans une solution de chlorure ferrique :

Fe(s) + 2 FeCl3(aq) → 3 FeCl2(aq)
L'attaque anhydre du gaz dichlore sur des ferrailles entre 500 °C et 700 °C est une préparation de voie sèche industrielle. Mentionnons aussi que le chlorure ferrique est un sous-produit de la fabrication du dioxyde de titane par chloration.
Le chlorure ferrique hexahydraté peut être trivialement déshydraté pour obtenir le composé anhydre, en chauffant en présence de chlorure de thionyle.

## Utilisations
Le chlorure ferrique est l'un des réactifs les plus utilisés pour l'attaque des métaux. Il est notamment très utilisé pour attaquer le cuivre. Cette attaque met en œuvre une réaction d'oxydo-réduction :
FeCl3 + Cu  →  FeCl2  + CuCl 
suivi de : FeCl3  +  CuCl  →  FeCl2  +  CuCl2
En électronique, le perchlorure de fer est utilisé pour graver les circuits imprimés pour cette fabrication industrielle. En taille-douce, il est également couramment utilisé par les graveurs pour réaliser des morsures successives sur cuivre et zinc.
Il est également utilisé comme catalyseur pour la réaction de l'éthylène et du dichlore, mise en œuvre dans la production industrielle de chlorure de vinyle, le monomère de base pour la fabrication du PVC. Une réaction du même type est utilisée pour la fabrication du 1,2-dichloroéthane, un composé chimique largement utilisé dans l'industrie.

### Traitements des eaux usées
Le chlorure ferrique est aussi utilisé comme alternative au sulfate de fer(III) pour le traitement de l'eau. Il est alors traité avec un ion hydroxyde pour former un floc d'hydroxyde de fer(III) (de formule FeO(OH)) qui permet d'éliminer les particules en suspension.

### Tests et catalyse réactionnelle
En laboratoire, le chlorure ferrique est couramment utilisé en tant qu'acide de Lewis pour catalyser des réactions telles que la chloration de composés aromatiques ou la réaction de Friedel et Crafts sur des aromatiques. C'est un acide de Lewis moins puissant que le chlorure d'aluminium, mais dans certains cas ce caractère plus modéré permet d'obtenir de meilleurs rendements, comme pour l'alkylation du benzène :
Le « test du chlorure ferrique » est un test colorimétrique de reconnaissance du phénol et des énols, qui met en œuvre une solution de 1 % de chlorure ferrique préalablement neutralisée par de la soude jusqu'à l'apparition d'un précipité de FeO(OH). Cette solution est filtrée avant utilisation. La substance organique est alors dissoute dans l'eau, le méthanol ou l'éthanol. La solution de chlorure ferrique est ajoutée à la solution organique obtenue, et une coloration (transitoire ou permanente) généralement violette, verte ou bleue apparaît en présence de phénol ou d'un énol.
Le chlorure ferrique est parfois utilisé par les numismates américains pour déterminer la date de pièces de 10 cents « Buffalo » (émises entre 1913 et 1938) dont la date n'est plus lisible.

### Usage médical
Le chlorure ferrique, qui coagule le sang en petites quantités, peut également être employé en préparation à usage pharmaceutique externe comme hémostatique en lieu et place de la traditionnelle « eau oxygénée ». Cette préparation, qui est relativement peu distribuée, se présente sous forme liquide (solution aqueuse de chlorure ferrique diluée à environ 5,2 % , soit un équivalent en chlorure ferrique anhydre à environ 1,5 %). De couleur jaune clair, elle peut être appliquée sur des coupures ou petites plaies externes. Son application au contact du sang provoque immédiatement la formation d'un caillot sanguin de surface, ce qui provoque l'hémostase et protège la plaie comme le fait la croûte durant le processus de cicatrisation. Contrairement à l'eau oxygénée qui est indolore, le chlorure ferrique « pique » mais est plus efficace en provoquant une coagulation très rapide (en cas d'application de la solution avec une ouate, des fibres peuvent être prises dans le caillot en formation).
Le chlorure ferrique fut utilisé par A. Fölling en 1934 sur de l'urine de patients atteints de retard mental et d'odeur intrinsèque de moisi, ce qui lui permit de mettre en évidence un excès d'acide phénylpyruvique, symptôme biologique primaire de la phénylcétonurie.

## Sécurité
Le chlorure ferrique est toxique et hautement corrosif. La forme anhydre est un agent déshydratant très puissant. Il doit être manipulé avec précautions.
- R : 22 (Nocif en cas d'ingestion)
- R : 34 (Provoque des brûlures)
- S : 26 (En cas de contact avec les yeux, laver abondamment et consulter un ophtalmologiste)
- S : 28 (En cas de contact avec la peau, laver abondamment avec... (précisé par le fabricant))

Il a un caractère d'acide fort et présente donc tous les risques dus aux produits corrosifs. Des projections dans les yeux peuvent causer des brûlures graves. Il faut porter des lunettes quand on le manipule. Une éclaboussure sur la peau doit être lavée sans délai. Un contact prolongé cause une irritation et peut provoquer une brûlure.
Il ne faut jamais le mettre dans une bouteille ou un récipient à usage alimentaire afin d'éviter toute confusion avec une boisson.
L'étiquetage des récipients « perchlorure de fer C corrosif » est recommandé.

## Autres liens